# Sonny and Cher/Diskografie
Diese Diskografie ist eine Übersicht über die musikalischen Werke des US-amerikanischen Pop-Duos Sonny and Cher, das aus Sonny Bono und seiner damaligen Ehefrau Cher bestand und bis heute mehr als 80 Millionen Tonträger verkaufte. Ihre erfolgreichste Veröffentlichung ist die Single I Got You Babe mit über 1,4 Millionen verkauften Einheiten.

## Alben

### Studioalben
| Jahr | Titel                                                                             | Höchstplatzierung, Gesamtwochen, AuszeichnungChartplatzierungen (Jahr, Titel, Platzierungen, Wochen, Auszeichnungen, Anmerkungen) | Höchstplatzierung, Gesamtwochen, AuszeichnungChartplatzierungen (Jahr, Titel, Platzierungen, Wochen, Auszeichnungen, Anmerkungen) | Höchstplatzierung, Gesamtwochen, AuszeichnungChartplatzierungen (Jahr, Titel, Platzierungen, Wochen, Auszeichnungen, Anmerkungen) | Höchstplatzierung, Gesamtwochen, AuszeichnungChartplatzierungen (Jahr, Titel, Platzierungen, Wochen, Auszeichnungen, Anmerkungen) | Höchstplatzierung, Gesamtwochen, AuszeichnungChartplatzierungen (Jahr, Titel, Platzierungen, Wochen, Auszeichnungen, Anmerkungen) | Anmerkungen                                            |
| Jahr | Titel                                                                             | DE | AT | CH | UK | US | Anmerkungen                                            |
| ---- | --------------------------------------------------------------------------------- | --- | --- | --- | --- | --- | ------------------------------------------------------ |
| 1965 | Look at Us Atco                                                                   | — | — | — | UK7 (13 Wo.)UK | US2 Gold · (44 Wo.)US | Erstveröffentlichung: August 1965 Verkäufe: + 500.000  |
| 1966 | The Wondrous World of Sonny & Cher Atco                                           | — | — | — | UK15 (7 Wo.)UK | US34 (20 Wo.)US | Erstveröffentlichung: April 1966                       |
| 1967 | In Case You’re in Love Atco                                                       | — | — | — | — | US45 (29 Wo.)US | Erstveröffentlichung: März 1967                        |
| 1972 | All I Ever Need Is You Kapp, MCA (Universal)                                      | — | — | — | — | US14 Gold · (29 Wo.)US | Erstveröffentlichung: Februar 1972 Verkäufe: + 500.000 |
| 1973 | Mama Was a Rock and Roll Singer, Papa Used to Write All Her Songs MCA (Universal) | — | — | — | — | US132 (6 Wo.)US | Erstveröffentlichung: Juni 1973                        |

grau schraffiert: keine Chartdaten aus diesem Jahr verfügbar

### Livealben
| Jahr | Titel                                          | Höchstplatzierung, Gesamtwochen, AuszeichnungChartplatzierungen (Jahr, Titel, Platzierungen, Wochen, Auszeichnungen, Anmerkungen) | Höchstplatzierung, Gesamtwochen, AuszeichnungChartplatzierungen (Jahr, Titel, Platzierungen, Wochen, Auszeichnungen, Anmerkungen) | Höchstplatzierung, Gesamtwochen, AuszeichnungChartplatzierungen (Jahr, Titel, Platzierungen, Wochen, Auszeichnungen, Anmerkungen) | Höchstplatzierung, Gesamtwochen, AuszeichnungChartplatzierungen (Jahr, Titel, Platzierungen, Wochen, Auszeichnungen, Anmerkungen) | Höchstplatzierung, Gesamtwochen, AuszeichnungChartplatzierungen (Jahr, Titel, Platzierungen, Wochen, Auszeichnungen, Anmerkungen) | Anmerkungen                                              |
| Jahr | Titel                                          | DE | AT | CH | UK | US | Anmerkungen                                              |
| ---- | ---------------------------------------------- | --- | --- | --- | --- | --- | -------------------------------------------------------- |
| 1971 | Sonny & Cher Live Kapp, MCA (Universal)        | — | — | — | — | US35 Gold · (40 Wo.)US | Erstveröffentlichung: September 1971 Verkäufe: + 500.000 |
| 1973 | Live in Las Vegas Vol. 2 Kapp, MCA (Universal) | — | — | — | — | US175 (7 Wo.)US | Erstveröffentlichung: Dezember 1973                      |

grau schraffiert: keine Chartdaten aus diesem Jahr verfügbar

### Kompilationen
| Jahr | Titel | Höchstplatzierung, Gesamtwochen, AuszeichnungChartplatzierungen (Jahr, Titel, Platzierungen, Wochen, Auszeichnungen, Anmerkungen) | Höchstplatzierung, Gesamtwochen, AuszeichnungChartplatzierungen (Jahr, Titel, Platzierungen, Wochen, Auszeichnungen, Anmerkungen) | Höchstplatzierung, Gesamtwochen, AuszeichnungChartplatzierungen (Jahr, Titel, Platzierungen, Wochen, Auszeichnungen, Anmerkungen) | Höchstplatzierung, Gesamtwochen, AuszeichnungChartplatzierungen (Jahr, Titel, Platzierungen, Wochen, Auszeichnungen, Anmerkungen) | Höchstplatzierung, Gesamtwochen, AuszeichnungChartplatzierungen (Jahr, Titel, Platzierungen, Wochen, Auszeichnungen, Anmerkungen) | Anmerkungen                          |
| Jahr | Titel | DE | AT | CH | UK | US | Anmerkungen                          |
| ---- | --- | --- | --- | --- | --- | --- | ------------------------------------ |
| 1965 | Baby Don’t Go – Sonny & Cher and Friends Reprise | — | — | — | — | US69 (16 Wo.)US | Erstveröffentlichung: Oktober 1965   |
| 1967 | The Best of Sonny & Chér auch bekannt als: Star-Collection: Sonny & Cher Greatest Hits (1972) auch bekannt als: Les Plus Belles Chansons de Sonny & Cher (1972) auch bekannt als: The Very Best of Sonny & Cher (1981) Atco | — | — | — | — | US23 (64 Wo.)US | Erstveröffentlichung: August 1967    |
| 1967 | Sonny & Cher’s Greatest Hits Atco | — | — | — | — | — | Erstveröffentlichung: 1967           |
| 1974 | Greatest Hits auch bekannt als: The Original Sonny & Cher MCA (Universal) | — | — | — | — | US146 (6 Wo.)US | Erstveröffentlichung: September 1974 |

grau schraffiert: keine Chartdaten aus diesem Jahr verfügbar

### Soundtracks
| Jahr | Titel           | Höchstplatzierung, Gesamtwochen, AuszeichnungChartplatzierungen (Jahr, Titel, Platzierungen, Wochen, Auszeichnungen, Anmerkungen) | Höchstplatzierung, Gesamtwochen, AuszeichnungChartplatzierungen (Jahr, Titel, Platzierungen, Wochen, Auszeichnungen, Anmerkungen) | Höchstplatzierung, Gesamtwochen, AuszeichnungChartplatzierungen (Jahr, Titel, Platzierungen, Wochen, Auszeichnungen, Anmerkungen) | Höchstplatzierung, Gesamtwochen, AuszeichnungChartplatzierungen (Jahr, Titel, Platzierungen, Wochen, Auszeichnungen, Anmerkungen) | Höchstplatzierung, Gesamtwochen, AuszeichnungChartplatzierungen (Jahr, Titel, Platzierungen, Wochen, Auszeichnungen, Anmerkungen) | Anmerkungen                    |
| Jahr | Titel           | DE | AT | CH | UK | US | Anmerkungen                    |
| ---- | --------------- | --- | --- | --- | --- | --- | ------------------------------ |
| 1967 | Good Times Atco | — | — | — | — | US73 (18 Wo.)US | Erstveröffentlichung: Mai 1967 |

grau schraffiert: keine Chartdaten aus diesem Jahr verfügbar

## Singles
| Jahr                                                | Titel Album | Höchstplatzierung, Gesamtwochen/‑monate, AuszeichnungChartplatzierungen (Jahr, Titel, Album, Platzierungen, Wochen/Monate, Auszeichnungen, Anmerkungen) | Höchstplatzierung, Gesamtwochen/‑monate, AuszeichnungChartplatzierungen (Jahr, Titel, Album, Platzierungen, Wochen/Monate, Auszeichnungen, Anmerkungen) | Höchstplatzierung, Gesamtwochen/‑monate, AuszeichnungChartplatzierungen (Jahr, Titel, Album, Platzierungen, Wochen/Monate, Auszeichnungen, Anmerkungen) | Höchstplatzierung, Gesamtwochen/‑monate, AuszeichnungChartplatzierungen (Jahr, Titel, Album, Platzierungen, Wochen/Monate, Auszeichnungen, Anmerkungen) | Höchstplatzierung, Gesamtwochen/‑monate, AuszeichnungChartplatzierungen (Jahr, Titel, Album, Platzierungen, Wochen/Monate, Auszeichnungen, Anmerkungen) | Höchstplatzierung, Gesamtwochen/‑monate, AuszeichnungChartplatzierungen (Jahr, Titel, Album, Platzierungen, Wochen/Monate, Auszeichnungen, Anmerkungen) | Anmerkungen                                              |
| Jahr                                                | Titel Album | DE | AT | CH | UK | US | A. C. | Anmerkungen                                              |
| --------------------------------------------------- | --- | --- | --- | --- | --- | --- | --- | -------------------------------------------------------- |
| als Caesar & Cleo                                   | | | | | | | |                                                          |
|                                                     | | | | | | | |                                                          |
| 1964                                                | The Letter Look at Us | — | — | — | — | US75 (5 Wo.)US | — | Erstveröffentlichung: 1964                               |
| 1964                                                | Love Is Strange Baby Don’t Go – Sonny & Cher and Friends | — | — | — | — | — | — | Erstveröffentlichung: 1964                               |
| als Sonny & Cher                                    | | | | | | | |                                                          |
|                                                     | | | | | | | |                                                          |
| 1964                                                | Baby Don’t Go Baby Don’t Go – Sonny & Cher and Friends | — | — | — | UK11 (9 Wo.)UK | US8 (12 Wo.)US | — | Erstveröffentlichung: Oktober 1964                       |
| als Salvatore Bono & Cher LaPiere AKA Caesar & Cleo | | | | | | | |                                                          |
|                                                     | | | | | | | |                                                          |
| 1965                                                | Do You Want to Dance Baby Don’t Go – Sonny & Cher and Friends | — | — | — | — | — | — | Erstveröffentlichung: 1965                               |
| als Sonny & Cher                                    | | | | | | | |                                                          |
|                                                     | | | | | | | |                                                          |
| 1965                                                | Just You Look at Us | — | — | — | — | US20 (9 Wo.)US | — | Erstveröffentlichung: April 1965                         |
| 1965                                                | I Got You Babe Look at Us | DE3 (3½ Mt.)DE | AT6 (2 Mt.)AT | — | UK1 Gold · (13 Wo.)UK | US1 Gold · (14 Wo.)US | — | Erstveröffentlichung: Juni 1965 Verkäufe: + 1.400.000    |
| 1965                                                | Unchained Melody Look at Us | — | — | — | — | — | — | Erstveröffentlichung: 1965 (Spain-Only)                  |
| 1965                                                | Laugh At Me a The Wondrous World of Sonny & Cher | — | — | — | — | US10 (… Wo.)US | — | Erstveröffentlichung: 1965                               |
| 1965                                                | But You’re Mine auch bekannt als: Je M’en Balance (Car Je T’aime) (französische Version 1) auch bekannt als: Mais Tu Es à Moi (französische Version 2) The Wondrous World of Sonny & Cher | — | — | — | UK17 (8 Wo.)UK | US15 (8 Wo.)US | — | Erstveröffentlichung: Oktober 1965                       |
| 1965                                                | The Revolution Kind a The Wondrous World of Sonny & Cher (Reissue) | — | — | — | — | US70 (… Wo.)US | — | Erstveröffentlichung: 1965                               |
| 1965                                                | What Now My Love The Wondrous World of Sonny & Cher | — | — | — | UK13 (11 Wo.)UK | US14 (8 Wo.)US | — | Erstveröffentlichung: 1965                               |
| 1966                                                | Have I Stayed Too Long The Wondrous World of Sonny & Cher (Reissue) | — | — | — | UK42 (3 Wo.)UK | US49 (6 Wo.)US | — | Erstveröffentlichung: Mai 1966                           |
| 1966                                                | Turn Around The Wondrous World of Sonny & Cher | — | — | — | — | — | — | Erstveröffentlichung: 1966 (France-Only)                 |
| 1966                                                | Little Man auch bekannt als: Petit Homme (französische Version) auch bekannt als: Piccola Ragazza (italienische Version) In Case You’re in Love                                           | DE2 (4 Mt.)DE | — | — | UK4 (10 Wo.)UK | US21 (7 Wo.)US | — | Erstveröffentlichung: September 1966 Verkäufe: + 100.000 |
| 1966                                                | Living for You In Case You’re in Love | — | — | — | UK44 (4 Wo.)UK | US87 (2 Wo.)US | — | Erstveröffentlichung: November 1966                      |
| 1966                                                | The Beat Goes On In Case You’re in Love | DE24 (1½ Mt.)DE | — | — | UK29 (8 Wo.)UK | US6 (11 Wo.)US | — | Erstveröffentlichung: Dezember 1966                      |
| 1967                                                | A Beautiful Story The Best of Sonny & Cher | — | — | — | — | US53 (5 Wo.)US | — | Erstveröffentlichung: April 1967                         |
| 1967                                                | Plastic Man Sonny & Cher’s Greatest Hits | — | — | — | — | US74 (3 Wo.)US | — | Erstveröffentlichung: Mai 1967                           |
| 1967                                                | Il Cammino Di Ogni Speranza – | — | — | — | — | — | — | Erstveröffentlichung: 1967 (Italy-Only)                  |
| 1967                                                | It’s the Little Things auch bekannt als: Caro Cara (italienische Version) Good Times | — | — | — | — | US50 (7 Wo.)US | — | Erstveröffentlichung: Juli 1967                          |
| 1967                                                | Trust Me Good Times | — | — | — | — | — | — | Erstveröffentlichung: 1967                               |
| 1967                                                | My Best Friend’s Girl Is Out of Sight a The Best of Sonny & Cher: The Beat Goes On | — | — | — | — | — | — | Erstveröffentlichung: 1967                               |
| 1967                                                | Good Combination In Case You’re in Love | — | — | — | — | US56 (6 Wo.)US | — | Erstveröffentlichung: November 1967                      |
| 1968                                                | Circus Look At Us ★ The Wondrous World Of ★ In Case You’re In Love | — | — | — | — | — | — | Erstveröffentlichung: 1968                               |
| 1968                                                | You Gotta Have A Thing of Your Own Look At Us ★ The Wondrous World Of ★ In Case You’re In Love                                                                                            | — | — | — | — | — | — | Erstveröffentlichung: 1968                               |
| 1969                                                | You’re A Friend Of Mine Look At Us ★ The Wondrous World Of ★ In Case You’re In Love | — | — | — | — | — | — | Erstveröffentlichung: 1969                               |
| 1970                                                | Get It Together Look At Us ★ The Wondrous World Of ★ In Case You’re In Love | — | — | — | — | — | — | Erstveröffentlichung: 1970                               |
| 1971                                                | Real People / Somebody Star Gold / All I Ever Need Is You | — | — | — | — | — | — | Erstveröffentlichung: 1971                               |
| 1971                                                | All I Ever Need Is You | — | — | — | UK8 (12 Wo.)UK | US7 (15 Wo.)US | A. C.1 (14 Wo.)A. C. | Erstveröffentlichung: September 1971                     |
| 1972                                                | A Cowboy’s Work Is Never Done All I Ever Need Is You | DE48 (1 Wo.)DE | — | — | — | US8 (13 Wo.)US | A. C.4 (10 Wo.)A. C. | Erstveröffentlichung: Februar 1972                       |
| 1972                                                | When You Say Love Greatest Hits (Sonny & Cher) | — | — | — | — | US32 (10 Wo.)US | A. C.2 (10 Wo.)A. C. | Erstveröffentlichung: Juni 1972                          |
| 1973                                                | Mama Was a Rock and Roll Singer, Papa Used to Write All Her Songs | — | — | — | — | US77 (5 Wo.)US | — | Erstveröffentlichung: März 1973                          |
| 1973                                                | The Greatest Show on Earth Mama Was a Rock and Roll Singer, Papa Used to Write All Her Songs                                                                                              | — | — | — | — | — | — | Erstveröffentlichung: 1973                               |
| 1977                                                | You’re Not Right For Me – | — | — | — | — | — | — | Erstveröffentlichung: 1977                               |

grau schraffiert: keine Chartdaten aus diesem Jahr verfügbar

## Videoalben

### Videoalben
| Jahr | Titel Label                                                              | Anmerkungen                |
| ---- | ------------------------------------------------------------------------ | -------------------------- |
| 1991 | The Sonny & Cher Nitty Gritty Hour V.I.E.W. Video                        | Erstveröffentlichung: 1991 |
| 2003 | The Sonny & Cher Ultimate Collection R2 Entertainment                    | Erstveröffentlichung: 2003 |
| 2004 | The Christmas Collection R2 Entertainment                                | Erstveröffentlichung: 2004 |
| 2005 | I Got You Babe auch bekannt als: Silly Love Songs - In Concert All Stars | Erstveröffentlichung: 2005 |
| 2005 | The Sonny & Cher Hour Arrow                                              | Erstveröffentlichung: 2005 |
| 2019 | I Got You Babe: The Best of Sonny and Cher Time Life                     | Erstveröffentlichung: 2019 |

## Sonderveröffentlichungen

### Alben
| Jahr | Titel Musiklabel                                                  | Anmerkungen                                             |
| ---- | ----------------------------------------------------------------- | ------------------------------------------------------- |
| 1967 | Sonny & Cher Atco                                                 | Erstveröffentlichung: 1967 (Germany-Only)               |
| 1975 | The Beat Goes On Atco                                             | Erstveröffentlichung: 1975                              |
| 1975 | Greatest Hits Atlantic                                            | Erstveröffentlichung: 1975 (Australia-Only)             |
| 1976 | Once Again Spencer Gifts                                          | Erstveröffentlichung: 1976 (US-Only) mit: Cher          |
| 1976 | The Hits of Sonny & Cher K-Tel, TVP Records                       | Erstveröffentlichung: 1976 (US & Canada-Only) mit: Cher |
| 1981 | The Greatest Hits of Sonny & Cher J&B Records                     | Erstveröffentlichung: 1981 (Australia-Only) mit: Cher   |
| 1989 | Greatest Hits Duchesse                                            | Erstveröffentlichung: 1989 mit: Cher                    |
| 1990 | The Collection WEA                                                | Erstveröffentlichung: 1990 mit: Cher                    |
| 1990 | All I Ever Need Is You MCA                                        | Erstveröffentlichung: 1990 (US & Canada-Only)           |
| 1991 | Let It Be Me auch bekannt als: The Beat Goes On (1997) Universe   | Erstveröffentlichung: 1991 (Germany-Only)               |
| 1995 | All I Ever Need: The Kapp/MCA Anthology MCA                       | Erstveröffentlichung: 1995 (US-Only) mit: Cher          |
| 1995 | Sonny & Cher Orbis-Fabbri                                         | Erstveröffentlichung: 1995 (Spain-Only)                 |
| 1998 | Cher and Sonny & Cher: Greatest Hits MCA                          | Erstveröffentlichung: 1998 mit: Cher                    |
| 2000 | The Singles + BR Music                                            | Erstveröffentlichung: 2000 mit: Cher                    |
| 2000 | I Got You Babe Rondo Hitline                                      | Erstveröffentlichung: 2000 (Switzerland-Only)           |
| 2003 | The Sonny & Cher 70's Collection: I Got You Babe R2 Entertainment | Erstveröffentlichung: 2003 (US-Only)                    |
| 2011 | Flashback with Sonny & Cher Rhino                                 | Erstveröffentlichung: 2011 (US-Only)                    |
| 2012 | The Collection Music Club Deluxe, Rhino                           | Erstveröffentlichung: 18. Mai 2012                      |
| 2019 | The Ingenious Times Gold Vinyl                                    | Erstveröffentlichung: 23. August 2019                   |

| Jahr | Titel Musiklabel | Anmerkungen                                                                                |
| ---- | --- | ------------------------------------------------------------------------------------------ |
| 1979 | Collage Midi | Erstveröffentlichung: 1979 (Germany-Only) Teil der „Collage“-Reihe                         |
| 1980 | Star Gold auch bekannt als: 28 Golden Melodies MCA | Erstveröffentlichung: 1980 (Germany-Only) Teil der „Star-Gold“-Reihe                       |
| 1980 | Original Favorites MCA | Erstveröffentlichung: 1980 (Germany-Only) Teil der „Original-Favorites“-Reihe              |
| 1981 | Sonny & Cher Midi | Erstveröffentlichung: 1981 (Germany-Only) Teil der „Midi-Sonnen-Serie“-Reihe               |
| 1989 | The Hit Singles Collection MCA | Erstveröffentlichung: 1989 (Germany-Only) Teil der „The-Hit-Singles-Collection“-Reihe      |
| 1989 | 16 Original World Hits auch bekannt als: The ★ Collection (1991) auch bekannt als: Best 16 (1991) auch bekannt als: The Beat Goes On (1992) auch bekannt als: The Ultimate Collection (1997) Music for Pleasure | Erstveröffentlichung: 1989 Teil der „Golden-Gate-Collection“-Reihe                         |
| 1991 | The Best of Sonny & Cher: The Beat Goes On Atco | Erstveröffentlichung: 5. November 1991 Teil der „Atlantic-&-ATCO-Remasters-Series“-Reihe   |
| 1993 | I Got You Babe Rhino | Erstveröffentlichung: 1993 Teil der „Rhino-Special-Editions“-Reihe                         |
| 1994 | I Got You Babe Charly Records | Erstveröffentlichung: 1994 (Germany & Japan-Only) Teil der „Classic-Hits“-Reihe            |
| 1994 | Listen To The Music Castle Communications | Erstveröffentlichung: 1994 (Australia-Only) Teil der „Premium-Masters“-Reihe               |
| 1996 | I Got You Babe Ariola | Erstveröffentlichung: 1996 Teil der „TV-Today“-Reihe                                       |
| 1997 | I Got You Babe and Other Hits auch bekannt als: I Got You Babe (2006) Flashback | Erstveröffentlichung: 1997 Teil der „Original-Artists-Recordings“-Reihe                    |
| 2001 | Voces Legendarias CRIN | Erstveröffentlichung: 2001 (Spain-Only) Teil der „Voces-Legendarias“-Reihe                 |
| 2002 | The Essentials Elektra | Erstveröffentlichung: 2002 (US & Canada-Only) Teil der „The-Essentials“-Reihe              |
| 2006 | The Definitive Pop Collection Rhino | Erstveröffentlichung: 2006 (US-Only) Teil der „The-Definitive-Pop-Collection“-Reihe        |
| 2007 | Classics Rhino | Erstveröffentlichung: 2007 Teil der „Original-Artists-Recordings“-Reihe                    |
| 2019 | The Best of Sonny & Cher Rhino | Erstveröffentlichung: 12. Juli 2019 (US-Only) Teil der „Drop-The-Needle-On-The-Hits“-Reihe |
| 2024 | Now Playing Rhino | Erstveröffentlichung: 19. Juli 2014 (US-Only) Teil der „Now-Playing“-Reihe                 |

| Jahr | Titel Musiklabel                                                                                | Anmerkungen                |
| ---- | ----------------------------------------------------------------------------------------------- | -------------------------- |
| 1972 | The Two of Us (Look At Us / In Case You're In Love) auch bekannt als: At Their Best (1986) Atco | Erstveröffentlichung: 1972 |

## Boxsets
| Jahr | Titel Musiklabel                                                        | Anmerkungen                                       |
| ---- | ----------------------------------------------------------------------- | ------------------------------------------------- |
| 2003 | 36 All-Time Favorites! auch bekannt als: Classics Warner                | Erstveröffentlichung: 2003 (US-Only)              |
| 2007 | Collector's Edition Madacy Entertainment                                | Erstveröffentlichung: 2007 (US & Canada-Only)     |
| 2018 | Look At Us ★ The Wondrous World Of ★ In Case You're In Love BGO Records | Erstveröffentlichung: 16. November 2018 (UK-Only) |

## Statistik

### Chartauswertung
|                     | DE    | AT    | CH    | UK    | US     |
| ------------------- | ----- | ----- | ----- | ----- | ------ |
| Nummer-eins-Alben   | DE—DE | AT—AT | CH—CH | UK—UK | US—US  |
| Top-10-Alben        | DE—DE | AT—AT | CH—CH | UK1UK | US1US  |
| Alben in den Charts | DE—DE | AT—AT | CH—CH | UK2UK | US11US |

|                       | DE    | AT    | CH    | UK    | US     | A. C.       |
| --------------------- | ----- | ----- | ----- | ----- | ------ | ----------- |
| Nummer-eins-Singles   | DE—DE | AT—AT | CH—CH | UK1UK | US1US  | A. C.1A. C. |
| Top-10-Singles        | DE2DE | AT1AT | CH—CH | UK3UK | US6US  | A. C.3A. C. |
| Singles in den Charts | DE4DE | AT1AT | CH—CH | UK9UK | US20US | A. C.3A. C. |

### Auszeichnungen für Musikverkäufe
| Goldene Schallplatte - Niederlande - 1967: für die Single Little Man |

Anmerkung: Auszeichnungen in Ländern aus den Charttabellen bzw. Chartboxen sind in ebendiesen zu finden.
| Land/RegionAuszeichnungen für Musikverkäufe (Land/Region, Auszeichnungen, Verkäufe, Quellen) | Gold     | Platin | Verkäufe  | Quellen         |
| -------------------------------------------------------------------------------------------- | -------- | ------ | --------- | --------------- |
| Niederlande (NVPI)                                                                           | Gold1    | —      | 100.000   | Einzelnachweise |
| Vereinigte Staaten (RIAA)                                                                    | 4× Gold4 | —      | 2.500.000 | riaa.com        |
| Vereinigtes Königreich (BPI)                                                                 | Gold1    | —      | 400.000   | bpi.co.uk       |
| Insgesamt                                                                                    | 6× Gold6 | —      |           |                 |